# ديسكرافيا
الديسكرافيا هي بديل صوتي لكلمة الديسجرافيا التي تعني عُسر الكتابة. وهي نوع من أنواع اضطرابات الكتابة يخلط فيه الشخص المصاب بين حروفٍ دالة على أصوات تختلف في صفاتها الصوتية (على سبيل المثال كتابة كلمة «فرد» بدلاً من «فرض» أو «زنب» بدلاً من «ذنب»). وتنتج هذه الحالة عن عيبٍ في عملية التحول من الصوت أو الفونيم إلى الكتابة أو الغرافيم من خلال وظيفة إدراكية متخصصة في الانتقال من السمات الصوتية للأصوات إلى طريقة كتابتها. لا ينتج هذا العيب عن تدهورٍ في المعالجة السمعية أو في مخارج الكلمات. وقد يحدث في حالة وجود حاجز في الكتابة السليمة واضطراب معجم الإخراج الصوتي ووجود حاجز في الإخراج الصوتي والمرحلة الكتابية، كما قد يُحدث تدهور في الوظيفة التي تربط بين المميزات الصوتية والكتابة دون وجود عيوبٍ في وظائف أخرى من وظائف طريقة التحدث. قد يصاحب الديسكرافيا أو لا يصاحبها عسر القراءة (في عسر القراءة، يتم نطق حرف مهموس على أنه ذو صوتٍ أو العكس).